# Oitz
Oitz (spanisch Oiz) ist eine spanische Gemeinde (municipio) in der Comunidad Foral de Navarra mit 133 Einwohnern (Stand: 2024). 

## Lage
Oitz liegt etwa 30 Kilometer nördlich von Pamplona (Iruna) in einer Höhe von ca. 185 m.

## Sehenswürdigkeiten

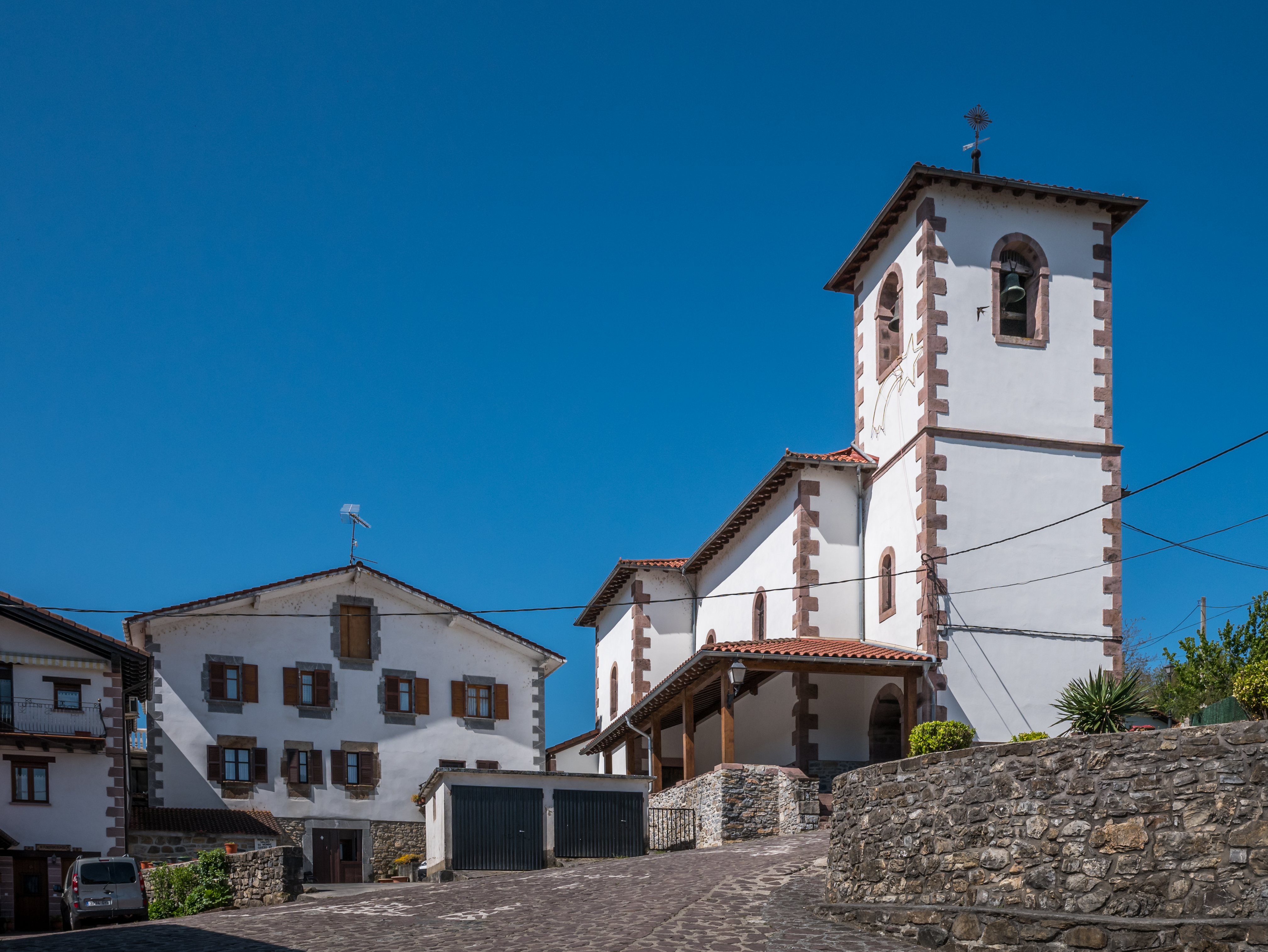
Kirche San Turbizio

- Kirche San Turbizio